# Daniel Jung
Pour les articles homonymes, voir Jung.
Daniel Jung est un coureur d'ultrafond italien né le 15 novembre 1983 à Silandro. Spécialiste de l'ultra-trail, il a notamment remporté la Diagonale des Fous 2021 ex æquo avec le Français Ludovic Pommeret.

## Résultats
| no  | masculin           | Course                             | Longueur | Départ            | Temps            |
| --- | ------------------ | ---------------------------------- | -------- | ----------------- | ---------------- |
| 2e  | Médaille d'argent  | Hong Kong 100                      | 100 km   | 14 janvier 2017   | 10 h 01 min 35 s |
| 1er | Médaille d'or      | Ultra Trail Atlas Toubkal          | 105 km   | 7 octobre 2017    | 14 h 07 min 00 s |
| 1er | Médaille d'or      | Diagonale des Fous                 | 160 km   | 22 octobre 2021   | 23 h 02 min 21 s |
| 2e  | Médaille d'argent  | Penyagolosa Trails CSP             | 110 km   | 23 avril 2022     | 11 h 35 min 52 s |
| 3e  | Médaille de bronze | Cortina Trail                      | 48 km    | 24 juin 2022      | 4 h 36 min 59 s  |
| 4e  | 4e                 | Hardrock 100                       | 161 km   | 15 juillet 2022   | 25 h 53 min 43 s |
| 1er | Médaille d'or      | TOR130 - Tot Dret                  | 130 km   | 12 septembre 2023 | 21 h 11 min 4 s  |
| 2e  | Médaille d'argent  | TransLantau 100                    | 100 km   | 11 novembre 2023  | 12 h 25 min 12 s |
| 1er | Médaille d'or      | Ultra-Trail Snowdonia - 100K       | 103 km   | 11 mai 2024       | 12 h 41 min 20 s |
| 1er | Médaille d'or      | KAT100 - Endurance Trail           | 81 km    | 2 août 2024       | 9 h 40 min 52 s  |
| 1er | Médaille d'or      | Mountain Ultra Trail by UTMB - 100 | 98 km    | 24 mai 2025       | 11 h 1 min 37 s  |